# Adolf Inlender

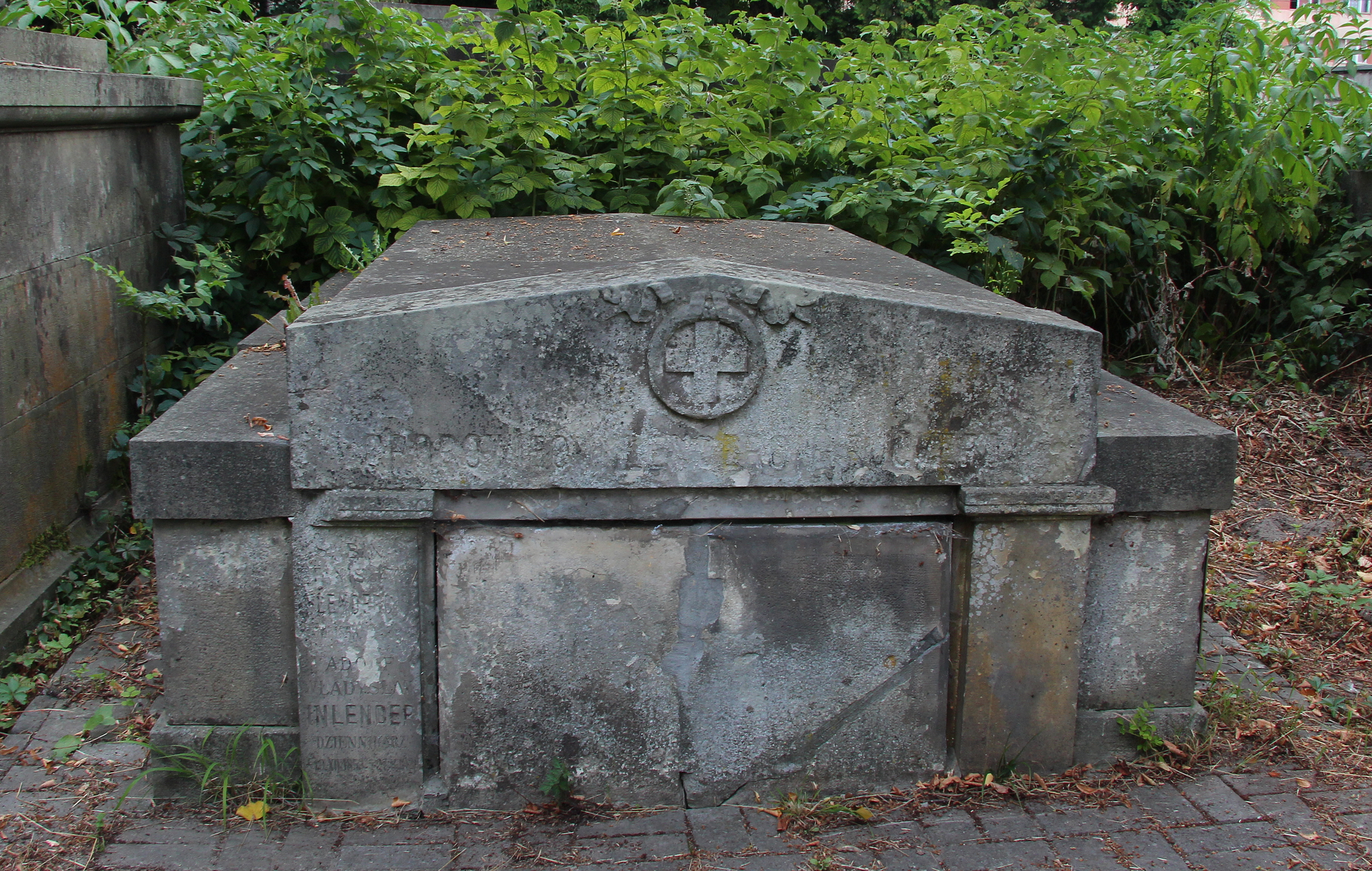
Grób Adolfa Inlendera

Adolf Władysław Inlender (Inleander) (ur. 19 grudnia 1853 w Buczaczu, zm. 27 lutego 1920 we Lwowie) – polski farmaceuta, działacz społeczny i socjalistyczny.

## Życiorys
Urodził się w rodzinie lekarza, jego bratem był Ludwik Inlender. Adolf studiował farmację na Uniwersytecie Lwowskim. W latach 70. i 80. XIX wieku był jednym z liderów ruchów socjalistycznych w Galicji Wschodniej, na jego adres nadsyłana była literatura socjalistyczna dla Ludwika Waryńskiego, Stanisława Mendelsona i Kazimierza Dłuskiego. Wspólnie z Iwanem Franką i Mychajłą Pawlikiem brał udział w wydawaniu polskojęzycznej gazety „Praca”. Został aresztowany w związku z procesem Erazma Kobylańskiego, który miał miejsce 21 października 1878 i osądzony podczas tzw. „procesu socjalistów”, przewieziono go do więzienia w Krakowie, gdzie przebywał przez rok. Należał do Komitetu socjalistów skupiony przy redakcji „Pracy”, komitet ten w 1879 stał się komitetem redakcyjnym i kierował ruchem robotniczym we Lwowie. Pod wpływem dzieł Karola Marksa i Fryderyka Engelsa wspólnie z Iwanem Franką i Bolesławem Czerwieńskim sformułował program pierwszej partii socjalistycznej w Galicji Wschodniej, został on opublikowany w 1881 w Genewie pod tytułem „Program socjalistów galicyjskich”. W 1880 został posądzony o prowadzenie wspólnie z Ludwikiem Waryńskim działalności wywrotowej, ale z braku dowodów go uniewinniono. Po tym zdarzeniu porzucił działalność socjalistyczną, otworzył aptekę w Brodach i został członkiem lokalnej Izby Przemysłowo-Handlowej. Został korespondentem Dziennika Polskiego i Kuriera Lwowskiego, w jednym z listów do Iwana Franki proponował mu zajęcie swojego miejsca w tym zawodzie. 
Pochowany na Cmentarzu Łyczakowskim.

## Publikacje
- Współautor Wielkiego Słownika Polsko-niemieckiego (1911-1913)
- Współredaktor pierwszego tomu Ilustrowanej historii Polski 1896
- Wielka wojna 1914-1915: z ilustracyami i ze szczególnem uwzględnieniem walk na ziemiach polskich, oraz dokładną historyą działalności Legionów Polskich[4] tom 1
- Przewodnik „Illustrirter Führer auf den k.k. Österr. Staatsbahnen für die Strecken…”